# Aguja Poincenot
Die Aguja Poincenot (dt. Poincenot Nadel) ist ein 3002 m hoher Berg im Nationalpark Los Glaciares, Argentinien und Teil des Fitz-Roy-Massivs. Benannt wurde die Nadel nach dem französischen Bergsteiger Jacques Poincenot, der 1952 Teil einer Expedition zum Cerro Fitz Roy war und auf dem Anmarsch bei der Durchquerung des Rio Fitz Roy ertrank.
1962 wurde der Berg zum ersten Mal vom Iren Frank Cochrane und dem Briten Don Whillans über die diagonale Rampe der Ostwand auf die Südost-Schulter und über die Südwand zum Gipfel bestiegen. Seitdem wurden einige Routen an der Aguja eröffnet, die bis zu einem Schwierigkeitsgrad von VIII+, A4 reichen.